# Linda Pavlova
Linda Pavlova all'anagrafe Linda Štroncerová (Martin, 23 giugno 1985) è un'imprenditrice slovacca.

## Biografia
È originaria del villaggio di Žabokreky.
All’età di 15 anni è stata scelta come ambasciatrice del Rotary International come studentessa di scambio negli Stati Uniti. È stata sempre coinvolta in attività no–profit come Interact, Rotaract, ecc. Ha sempre fatto parte delle liste di merito della scuola. Ha sognato di lavorare come modella e attrice fuori dalla Slovacchia. La sua prima esperienza l’ha portata a 18 anni in Grecia. Due anni dopo essersi laureata, a 27 anni, Linda decide di lasciare la Slovacchia e trasformare il suo sogno in realtà. Si trasferisce nella pittoresca e storica capitale d’Italia, Roma. Nel febbraio del 2013 Linda viene scelta tra 600 candidate e vince il titolo di Miss Cinema Europa con la possibilità di frequentare i due anni della scuola per attori a Roma.
Nell’inverno del 2013 vince il titolo di Miss Simpatia al Contest di Miss Eurovision International Beauty nella finale di Istanbul in Turchia e si colloca come una delle donne più belle del mondo. Un mese dopo il famoso produttore Giacomo Campiotti la nota e le assegna il ruolo di una delle gemelle Kessler; le sorelle tedesche molto famose negli anni ’50 come ballerine e cantanti. Il film è intitolato, quasi come ad indicare la vita di Linda, “Non è mai troppo tardi”. Trasmesso dalla Rai nel febbraio del 2014, ruolo che riprenderà nel febbraio 2017 nell'interpretazione del film "C'era una volta studio 1", per la regia di Riccardo Donna. La carriera di Linda continua, è testimonial di alcuni importanti fashion designers italiani e internazionali come Ivan Donev, stilista bulgaro e Awatif Alhai, stilista arabo alla Fashion Week di Roma dal 2013 al 2015.
Ha sfilato per Prada, Miu Miu, Loriblu, Valentino, Armani, Roberto Cavalli, Stella McCartney, Moschino, Vivien Westwood, Laura Biagiotti, Blumarine, Krizia, Impero Couture. Nel 2014 è diventata la testimonial di Dream Sposa Atelier, uno dei più importanti atelier d’abiti da sposa a Roma. Lo stesso anno è anche il volto della campagna per una maison di pellicce; La Rena in Slovacchia che possiede boutiques a Vienna, Cannes e Montecarlo. Il 2015 è il suo anno fortunato. Pablo Gil Cagne, tra i migliori truccatori in campo internazionale, sceglie Linda come musa ispiratrice.
Dal 2016/17 Linda trasforma il suo lavoro dal campo di moda e film su social media come niche travel & luxury lifestyle content producer. 
Viaggia il mondo e rappresenta le catene alberghiere più rinomate come Relais & Châteaux, The Chedi Anderwatt, Leadings Hotel of the World, Fairmont, Monaco, Small Luxury Hotels, etc.
Dal 2019 Linda si trasferisce in Svizzera dove diventa l’ambasciatrice del magazine svizzero Golf Pleasure and Taste.
Nel 2020 una grande tragedia colpisce il lancio della sua carriera, la morte tragica della sua amata madre Oľga Štroncerová all'età di 57 anni, un mese dopo muore sua nonna Gabriela, un mese dopo suo nonno Miloš. 
Linda non abbandona le sue ali e riprende il lavoro dal maggio 2020 con l’idea di creare un suo marchio.
Nel corso del 2020 crea il suo marchio sustainable, eco-friendly & green che sarà lanciato a giugno 2021 in tutto il mondo.

## Programmi televisivi e biografia

### 2011
- Aprile: Miss University Slovakia, finalista.

### 2012
- Maggio: Miss Cinema Europa, vincitrice, Roma.
- Luglio: Hughes Models, modella, Londra.
- Settembre: Brigitte Models, modella, Amburgo, Monaco.

### 2013
- Aprile: Interpretazione delle gemelle Kessler, film "Non è mai troppo tardi" di Giacomo Campiotti, attrice.
- Giugno: Testimonial Peugeot 208, finalista, Slovacchia.
- Giugno: Evento La Notizia, premiazione per la cultura e l'arte Gina Lollobrigida, madrina, San Cesareo, Roma.
- Luglio: Prada, Miu Miu, Chanel, United Colors of Benetton, Laura Biagiotti, Guess, indossatrice, Todi.
- Agosto: Venezia Fashion Night, Roberto Cavalli, Stella Mc Cartney, Moschino, Vivien, Krizia, indossatrice.
- Novembre: Top 8 donne più belle nel mondo, Miss Simpatia, Miss Eurovision Internazionale, Istanbul.[1]

### 2014
- Gennaio: Alta Moda Alta Roma, World of Fashion, testimonial, Awatif Alhai, Kuwait.
- Giugno: Bratislava Fashion Day, Roma, ambasciata Slovacca, testimonial, Roma.
- Giugno: Copertina Womanman Magazine, Slovacchia.
- Luglio: La Rena, catalogo pellicce, modella/testimonial, Slovacchia.
- Luglio: Elisabetta Rogiani Couture, test photoshooting, modella, Los Angeles.
- Luglio: Worlwide Networks, red carpet guest, Los Angeles.
- Settembre: Finale Miss Europe Continental, giudice, Reggio di Caserta.
- Ottobre: La Rena, Fashion Week, testimonial, Bratislava.

### 2015
- Gennaio: Altaroma World of Fashion, testimonial, Awatif Alhai, Kuwait.
- Agosto: Mimmagiò, abiti da sposa, collezione campagna 2016, Napoli.

### 2016
- Gennaio: Controfigura di Ellen Kessler, fiction per Rai 1 "C'era una volta", regia Riccardo Donna, Roma-Torino.
- Febbraio: African Fashion Gate, Musée du Louvre Parigi, indossattrice per Pathé Dia, Colle Ardu Sow-Senegal e Fawzi Nawar-Tunisia.
- Febbraio: SanremON, dentro il Festival, conduttrice, nell´esclusiva Morgana Victor Bay, San Remo.
- Aprile: Editorial magazine Emma, foto/mua: Lukas Kimlicka, Slovacchia.
- Maggio: Chiarade, wedding dresses made in Italy, showroom Milano.
- Settembre: Mimmagiò campaign, wedding dresses made in Italy, Napoli.

### 2017
- Febbraio: Interpretazione di Ellen Kessler, fiction per Rai 1 "C'era una volta Studio 1", regia Riccardo Donna.
- Marzo: Testimonial Tarik Ediz Fashion Show, Malta.
- Maggio: Lancio di Linda come Luxury Travel & Lifestyle Social Media Influencer
- Giugno: Linda trasforma il suo lavoro dal campo di moda e film su social media come niche travel & luxury lifestyle content producer.
- Luglio: Valeria Orlando V) OR editoriale, Milano.
- Agosto: Collaborazione come Luxury Travel & Lifestyle Influencer con le strutture Relais Chateaux Italia Leading Hotels of the World, Small Luxury Hotels Italia, Croazia.
- Agosto: New Model Today Beauty Contest, co-conduttrice bilingue inglese-italiano e insegnante di portamento delle concorrenti, Cinecittà, Roma.
- Settembre: Palfinger & Friends Gala Dinner, co-conduttrice bilingue inglese-italiano, Reggio Emilia.
- Settembre: Fashion Show, modella, Au, Svizzera.
- Settembre: Weill Paris, showroom modella, Milan Fashion Week.
- Ottobre: Hair & Beauty International Congress, co-conduttrice bilingue inglese-italiano, Paestum.
- Novembre: Roberto Cavalli VIP, fitting modella, Milano, Firenze.
- Dicembre: Caveman and friends 2018 Capodanno, co-conduttrice bilingue inglese-italiano, Teatro dal Verme, Milano.

### 2018
- Gennaio: Puma Satin Muse X Strap, worldwide luxury travel & lifestyle influencer (2x).
- Febbraio: Fairmont hotel Monaco, instagram collaboration, luxury travel & lifestyle influencer, Montecarlo.
- Febbraio: Detto Fatto Rai 2, luxury travel & lifestyle influencer, Milano.
- Febbraio: Puma Satin Muse X Strap, instagram worldwide campaign, luxury travel & lifestyle influencer (3x).
- Febbraio: Casa di Samantha Sanremo 2018 talk show, Sky life, ospite, Sanremo.
- Marzo: Tacco 12, La 5, Mediaset, concorrente, Milano.
- Marzo: Le parole della settimana di Massimo Gramellini, Rai 3, ospite e opinionista.

### 2019
Si trasferisce in Svizzera dove diventa l’ambasciatrice del magazine svizzero Golf Pleasure & Taste

### 2020
- Maggio: Linda riprende il lavoro con l’idea di creare un suo marchio.
- Dicembre. Esce la collezione privata – not for sale – di “life saving kit” designers Candy, Maleficient, autore face masks in limited edition of 150 pieces of each.

### 2021
- Febbraio. Linda Pavlova diventa ufficialmente un trademark.
- Aprile. Entro la fine del primo semestre del 2021 il marchio sustainable, eco-friendly & completamente green… by Linda Pavlova® sarà ufficialmente lanciato nel mondo.